# Камчуга
Камчуга́ (рос. Камчуга) — селище у складі Тотемського району Вологодської області, Росія. Входить до складу П'ятовського сільського поселення.

## Населення
Населення — 529 осіб (2010; 760 у 2002).
Національний склад (станом на 2002 рік):
- росіяни — 97 %